# Киселёв, Николай Иванович (политик)
Никола́й Ива́нович Киселёв (21 декабря 1950) — российский политик, экс-глава администрации Архангельской области (2004—2008).

## Биография
Родился 21 декабря 1950 в городе Молотовске (ныне Северодвинск) Архангельской области. В 1974 году окончил высшее техническое учебное заведение при Северном машиностроительном предприятии (г. Северодвинск) по специальности «электрооборудование судов», квалификация «инженер-электрик». Работал в Северодвинске на Северном производственном объединении «Арктика», на заводе «Полярная звезда» в разных должностях.
В период с 1990 по 2004 год возглавлял ряд организаций:
- Архангельский филиал совместного предприятия «Совинтеринформ» (1990)
- АО «Двина» (предприятие по подъему топляковой древесины) (1993)
- «Архангельская продовольственная система» (1995)
- ГУП «Архангельское агентство по регулированию продовольственного рынка» (1998)
- ОАО «Молоко» (г. Архангельск).

На выборах главы администрации Архангельской области в 2004 году выдвинул свою кандидатуру и неожиданно для многих экспертов получил высокий результат — 47 процентов в первом туре голосования 14 марта, 75 процентов во втором туре голосования 28 марта, избран главой администрации Архангельской области. Вступил в должность 14 апреля 2004. С 2004 года — член Морской коллегии РФ, с 2005 года — президент ассоциации экономического взаимодействия субъектов РФ «Северо-Запад».
С 27 сентября 2005 по 30 марта 2006 — член президиума Государственного совета Российской Федерации.
Женат, воспитывает двух дочерей.

## Исполнение властных полномочий в Ненецком АО
Н. И. Киселёв является сдержанным сторонником объединения Архангельской области и Ненецкого АО.
См. Взаимоотношения Ненецкого автономного округа с Архангельской областью.

## Конфликт с мэром
9 июля 2007 года был обвинён мэром города Архангельска в получении взятки от Владимира Гудовичева (ОАО «Севергаз»). Долгое время губернатор Киселёв и мэр Донской вели политическую борьбу между собой. Многие связывают преследование Донского именно с этим конфликтом, а помещение мэра в следственный изолятор — с опубликованием компромата на губернатора в период, когда Президентом России решался вопрос о переназначении Киселёва на новый срок:

В интернете появилось видео, на котором человек берет пинцетом взятку. В этом человеке жители города узнали своего губернатора.

## Вопрос о доверии президента
4 июля 2007 года Николай Киселёв представил в администрацию Президента России документы, необходимые для решения вопроса о доверии. Ответа от президента не последовало.
9 марта 2008 года президентом Путиным в Собрание депутатов Архангельской области была внесена кандидатура Ильи Михальчука на пост Главы администрации области. 19 марта 2008 года Илья Михальчук был наделён полномочиями главы администрации Архангельской области, вступил в должность 18 апреля 2008 года.